# Johnny Van Zant
Johnny Van Zant, właśc. John Roy Van Zant (ur. 27 lutego 1959 w Jacksonville) – amerykański wokalista. Jest frontmanem southernrockowego zespołu Lynyrd Skynyrd. W 1987 reaktywował go i zastąpił w nim swojego starszego brata Ronniego Van Zanta, który zginął w katastrofie lotniczej w 1977.
Jest także młodszym bratem Donniego Van Zanta, wokalisty zespołu 38 Special oraz kuzynem southern rockowego muzyka Jimmiego Van Zanta.

## Dyskografia

### ZLynyrd Skynyrd
- Legend (1987)
- 1991 (1991)
- The Last Rebel (1993)
- Endangered Species (1994)
- Twenty (1997)
- Edge of Forever (1999)
- Christmas Time Again (2000)
- Vicious Cycle (2003)
- God & Guns (2009)

### ZVan Zant
- Van Zant (1985)
- Borther to Brother (1998)
- Van Zant II (2001)
- Get Right with the Man (2005)
- My Kind of Country (2007)
- Red White & Blue (na żywo)(2016)

### Albumy solowe
- No More Dirty Deals (1980)[4]
- Round Two (1981)
- The Last of the Wild Ones (1982)
- Van Zant (1985)
- Brickyard Road (1990)
- King Biscuit Flower Hour Presents in Concert (na żywo) (1997)